# Stenogomphurus rogersi
Stenogomphurus rogersi är en trollsländeart som först beskrevs av Howard Kay Gloyd 1936.  Stenogomphurus rogersi ingår i släktet Stenogomphurus och familjen flodtrollsländor. Inga underarter finns listade i Catalogue of Life.